# Niakatiré
Niakatiré ist ein Dorf in der Landgemeinde Makalondi in Niger.

## Geographie
Das von einem traditionellen Ortsvorsteher (chef traditionnel) geleitete Dorf befindet sich rund 16 Kilometer nordöstlich des Hauptorts Makalondi der gleichnamigen Landgemeinde, die zum Departement Torodi in der Region Tillabéri gehört. Zu weiteren Siedlungen in der Umgebung von Niakatiré zählen Fayra Mamoudou im Norden, Pamboudjé im Nordosten, Sakati im Osten, Tientienga Fulbé im Südosten und Kiki im Westen.
Niakatiré ist Teil der Übergangszone zwischen Sahel und Sudan. Die durchschnittliche jährliche Niederschlagsmenge beträgt hier zwischen 500 und 600 mm. Das Dorf gehört zu einer Important Bird Area namens Makalondi district, die sich im Radius von rund 25 Kilometern um den Hauptort Makalondi erstreckt. Der Schweizer Missionar Pierre Souvairan, der von 1968 bis 1998 in der Gegend lebte, beobachtete hier etwa 310 verschiedene Vogelarten.

## Geschichte
Die Terrororganisation Dschamāʿat Nusrat al-Islām wa-l-Muslimīn griff am 14. Juli 2023 aus einem Hinterhalt bei Niakatiré einen von staatlichen Sicherheitskräften eskortierten Transportkonvoi an. Dabei wurden ein Gendarm, vier Zivilisten und zwei der Angreifer getötet sowie 19 weitere Menschen verletzt. Am 18. Januar 2024 fuhr ein Militärfahrzeug in Niakatiré auf einen Sprengsatz. Dabei starben zwei Militärangehörige und fünf weitere wurden verletzt.

## Bevölkerung
Bei der Volkszählung 2012 hatte Niakatiré 809 Einwohner, die in 91 Haushalten lebten. Bei der Volkszählung 2001 betrug die Einwohnerzahl 769 in 82 Haushalten und bei der Volkszählung 1988 belief sich die Einwohnerzahl auf 1370 in 96 Haushalten.

## Wirtschaft und Infrastruktur
Niakatiré ist neben Dogona, Kiki und Tamou eines der Hauptproduktionsgebiete für Gummi arabicum in der Region Tillabéri. Es gibt eine Schule im Dorf. Am Ortsrand von Niakatiré verläuft die 119,5 Kilometer lange und asphaltierte Nationalstraße 6 zwischen der Hauptstadt Niamey und der Staatsgrenze zu Burkina Faso.